# Lode Bertels
Louis Maria Jozef (Lode) Bertels (Borsbeek, 26 april 1933) is een Belgisch voormalig dierenarts en christendemocratisch politicus voor de CVP en diens opvolger CD&V.

## Levensloop
Tijdens een groot deel van zijn jeugd was hij actief binnen de plaatselijke Chiro. Bertels werd beroepshalve dierenarts. Vanuit die hoedanigheid werkte hij drie jaar in Kongo. In 1960, bij de onafhankelijkheid, keerde hij terug en vestigde hij zich in Brasschaat.
Namens de toenmalige CVP (sinds 2001 CD&V) werd hij verkozen tot gemeenteraadslid van Brasschaat, waar hij van 1977 tot 2003 burgemeester was. Na de gemeenteraadsverkiezingen van 2000 kon Bertels wegens een klacht niet samen met de andere burgemeesters de eed afleggen bij toenmalig provinciegouverneur Camille Paulus. Zijn eedaflegging als burgemeester vond pas plaats in juni 2001. Van 1974 tot 1977 zetelde Bertels tevens voor het arrondissement Antwerpen in de Belgische Senaat. In de periode april  1974-april 1977 had hij als gevolg van het toen bestaande dubbelmandaat ook zitting in de Cultuurraad voor de Nederlandse Cultuurgemeenschap.
Tot zijn belangrijkste realisaties rekent hij onder andere het ontstaan van AZ Klina, de oprichting van het Sterrenhuis, Aralea en AWB met kinderboerderij Mikerf. De beschutte werkplaats Aralea, opgericht door Bertels in 1980, trok in 2014 de aandacht van het Europees Sociaal Fonds en kreeg een erkenning als 'kwaliteitsvolle en duurzame werkplaats'. De vzw die werkgelegenheid biedt aan 130 personen met een handicap staat onder andere in voor de groenvoorziening van de provincie Antwerpen. 
Tevens was hij de voorzitter van de Davidsfonds-afdeling van Brasschaat. In 2008 ontving hij het ereteken van ridder in de Leopoldsorde.